# Минералогический музей (Париж)
Минералогический музей при Горной школе Парижа (фр. Musée de minéralogie de l'École des mines) — один из наиболее старых музеев Парижа. Его история восходит к Кабинету минералов, созданному при Горной школе в 1794 году.

## Экспозиция
В общей сложности коллекция музея насчитывает около 100 000 образцов и признана одной из лучших в мире. В экспозиции музея представлены около 40 000 минералов, горных пород и метеоритов.

## Практическая информация
Галерея находится на территории института по адресу 60, Boulevard Saint Michel, 75005 Paris.
Время работы: со вторника по пятницу 13:30 — 18:00, по субботам 10:00 — 12:30 и 14:00 — 17:00.